# Olimpiai érmesek listája kajak-kenuban (férfiak)
Ez a lap a férfi olimpiai érmesek listája kajak-kenuban 1936-tól 2020-ig.

## Jelenlegi versenyszámok

### Síkvízi versenyszámok
A nyári olimpiák jelenlegi programjában összesen kilenc síkvízi kajak-kenu számot rendeznek férfiak részére. Közülük a kajak egyes és kettes, valamint a kenu egyes és kettes 1000 méteres számai voltak az elsők. Ezeket 1936 óta rendezik meg. Időrendben a következő a kajak négyes 1000 méter, mely 1964 óta része a programnak. 1976 óta olimpiai szám a kajak egyes és kettes, illetve a kenu egyes és kettes 500 méter. 2012-ben az eddigi 500 méteres számok helyet 200 méteres versenyeket rendeznek.

#### C-1 200 méter
| Olimpia              | Arany                      | Ezüst                      | Bronz                      |
| 2012, London         | Jurij Cseban (UKR)         | Jevgenijus Šuklinas (LTU)  | Ivan Stil (RUS)            |
| 2016, Rio de Janeiro | Jurij Cseban (UKR)         | Valentin Demyanenko (AZE)  | Isaquias Queiroz (BRA)     |
| 2020, Tokió          | nem szerepelt a programban | nem szerepelt a programban | nem szerepelt a programban |

#### C-1 500 méter
A férfi kenu egyesek 500 méteres versenyszámát 1976 óta rendezik meg az olimpián. Magyarország első érmét Pulai Imre szerezte 1996-ban, míg az első, és eddigi egyetlen aranyérmet Kolonics György nyerte 2000-ben.
| Olimpia              | Arany                      | Ezüst                        | Bronz                      |
| 1976, Montréal       | Alekszandr Rogov (URS)     | John Wood (CAN)              | Matija Ljubek (YUG)        |
| 1980, Moszkva        | Szerhij Posztrehin (URS)   | Ljubomir Ljubenov (BUL)      | Olaf Heukrodt (GDR)        |
| 1984, Los Angeles    | Larry Cain (CAN)           | Henning Lynge Jakobsen (DEN) | Costicǎ Olaru (ROU)        |
| 1988, Szöul          | Olaf Heukrodt (GDR)        | Mihajlo Szlivinszkij (URS)   | Martin Marinov (BUL)       |
| 1992, Barcelona      | Nikolaj Buhalov (BUL)      | Mihajlo Szlivinszkij (EUN)   | Olaf Heukrodt (GER)        |
| 1996, Atlanta        | Martin Doktor (CZE)        | Slavomír Kňazovický (SVK)    | Pulai Imre (HUN)           |
| 2000, Sydney         | Kolonics György (HUN)      | Makszim Opalev (RUS)         | Andreas Dittmer (GER)      |
| 2004, Athén          | Andreas Dittmer (GER)      | David Cal (ESP)              | Makszim Opalev (RUS)       |
| 2008, Peking         | Makszim Opalev (RUS)       | David Cal (ESP)              | Jurij Cseban (UKR)         |
| 2012, London         | nem szerepelt a programban | nem szerepelt a programban   | nem szerepelt a programban |
| 2016, Rio de Janeiro | nem szerepelt a programban | nem szerepelt a programban   | nem szerepelt a programban |
| 2020, Tokió          | nem szerepelt a programban | nem szerepelt a programban   | nem szerepelt a programban |

Forrás: a férfi kenu egyes 500 méter olimpiai érmeseinek listája (angol nyelven). International Olympic Committee (Nemzetközi Olimpiai Bizottság). (Hozzáférés: 2009. július 14.)

##### Éremhalmozók (C-1 500 m)
Az alábbi táblázat tartalmazza azokat a versenyzőket, akik egynél több érmet szereztek ebben a versenyszámban.
Alapvető sorrend: aranyérmek száma (csökkenő); ezüstérmek száma (csökkenő); bronzérmek száma (csökkenő); név.
| #  | Sportoló             | Nemzet            | Arany | Ezüst | Bronz | Összes érem |
| -- | -------------------- | ----------------- | ----- | ----- | ----- | ----------- |
| 1. | Makszim Opalev       | Oroszország       | 1     | 1     | 1     | 3           |
| 2. | Olaf Heukrodt        | Németország       | 1     | 0     | 2     | 3           |
| 3. | Andreas Dittmer      | Németország       | 1     | 0     | 1     | 2           |
| 4. | David Cal            | Spanyolország     | 0     | 2     | 0     | 2           |
| 5. | Mihajlo Szlivinszkij | Egyesített Csapat | 0     | 2     | 0     | 2           |

#### C-1 1000 méter
A férfi kenu egyesek 1000 méteres versenyszámát 1936 óta rendezik meg az olimpián. Magyarország első érmét, valamint első aranyérmét is Parti János szerezte. Előbbit 1952-ben, utóbbit pedig 1960-ban.
| Olimpia              | Arany                   | Ezüst                     | Bronz                        |
| 1936, Berlin         | Frank Amyot (CAN)       | Bohuslav Karlík (TCH)     | Erich Koschik (GER)          |
| 1948, London         | Josef Holeček (TCH)     | Douglas Bennett (CAN)     | Robert Boutigny (FRA)        |
| 1952, Helsinki       | Josef Holeček (TCH)     | Parti János (HUN)         | Olavi Ojanperä (FIN)         |
| 1956, Melbourne      | Leon Rotman (ROU)       | Hernek István (HUN)       | Gennagyij Buharin (URS)      |
| 1960, Róma           | Parti János (HUN)       | Alekszandr Szilajev (URS) | Leon Rotman (ROU)            |
| 1964, Tokió          | Jürgen Eschert (EUA)    | Andrei Igorov (ROU)       | Jevgenyij Penyajev (URS)     |
| 1968, Mexikóváros    | Tatai Tibor (HUN)       | Detlef Lewe (FRG)         | Vitalij Galkov (URS)         |
| 1972, München        | Ivan Patzaichin (ROU)   | Wichmann Tamás (HUN)      | Detlef Lewe (FRG)            |
| 1976, Montréal       | Matija Ljubek (YUG)     | Vaszil Jurcsenko (URS)    | Wichmann Tamás (HUN)         |
| 1980, Moszkva        | Ljubomir Ljubenov (BUL) | Szerhij Posztrehin (URS)  | Eckhard Leue (GDR)           |
| 1984, Los Angeles    | Ulrich Eicke (FRG)      | Larry Cain (CAN)          | Henning Lynge Jakobsen (DEN) |
| 1988, Szöul          | Ivans Klementjevs (URS) | Jörg Schmidt (GDR)        | Nikolaj Buhalov (BUL)        |
| 1992, Barcelona      | Nikolaj Buhalov (BUL)   | Ivans Klementjevs (LAT)   | Zala György (HUN)            |
| 1996, Atlanta        | Martin Doktor (CZE)     | Ivans Klementjevs (LAT)   | Zala György (HUN)            |
| 2000, Sydney         | Andreas Dittmer (GER)   | Ledis Balceiro (CUB)      | Stephen Giles (CAN)          |
| 2004, Athén          | David Cal (ESP)         | Andreas Dittmer (GER)     | Vajda Attila (HUN)           |
| 2008, Peking         | Vajda Attila (HUN)      | David Cal (ESP)           | Thomas Hall (CAN)            |
| 2012, London         | Sebastian Brendel (GER) | David Cal (ESP)           | Mark Oldershaw (CAN)         |
| 2016, Rio de Janeiro | Sebastian Brendel (GER) | Isaquias Queiroz (BRA)    | Ilja Stokalov (RUS)          |
| 2020, Tokió          | Isaquias Queiroz (BRA)  | Liu Hao (CHN)             | Serghei Tarnovschi (MDA)     |

Forrás: a férfi kenu egyes 1000 méter olimpiai érmeseinek listája (angol nyelven). International Olympic Committee (Nemzetközi Olimpiai Bizottság). (Hozzáférés: 2009. július 14.)

##### Éremhalmozók (C-1 1000 m)
Az alábbi táblázat tartalmazza azokat a versenyzőket, akik egynél több érmet szereztek ebben a versenyszámban.
Alapvető sorrend: aranyérmek száma (csökkenő); ezüstérmek száma (csökkenő); bronzérmek száma (csökkenő); név.
| #   | Sportoló          | Nemzet        | Arany | Ezüst | Bronz | Összes érem |
| --- | ----------------- | ------------- | ----- | ----- | ----- | ----------- |
| 1.  | Josef Holeček     | Csehszlovákia | 2     | 0     | 0     | 2           |
|     | Sebastian Brendel | Németország   | 2     | 0     | 0     | 2           |
| 3.  | Ivans Klementjevs | Lettország    | 1     | 2     | 0     | 3           |
| 4.  | David Cal         | Spanyolország | 1     | 2     | 0     | 3           |
| 5.  | Isaquias Queiroz  | Brazília      | 1     | 1     | 0     | 2           |
|     | Andreas Dittmer   | Németország   | 1     | 1     | 0     | 2           |
| 5.  | Parti János       | Magyarország  | 1     | 1     | 0     | 2           |
| 8.  | Nikolaj Buhalov   | Bulgária      | 1     | 0     | 1     | 2           |
| 7.  | Leon Rotman       | Románia       | 1     | 0     | 1     | 2           |
| 8.  | Vajda Attila      | Magyarország  | 1     | 0     | 1     | 2           |
| 11. | Detlef Lewe       | NSZK          | 0     | 1     | 1     | 2           |
| 10. | Wichmann Tamás    | Magyarország  | 0     | 1     | 1     | 2           |
| 13. | Zala György       | Magyarország  | 0     | 0     | 2     | 2           |

#### C-2 500 méter
A férfi kenu kettesek 500 méteres versenyszámát 1976 óta rendezik meg az olimpián és Magyarország ekkor bronzérmet szerzett. Az első aranyéremre 1980-ig kellett várni.
| Olimpia              | Arany                                                                       | Ezüst                                                        | Bronz                                                           |
| 1976, Montréal       | Szovjetunió (URS) · Szerhij Petrenko · Alekszandr Vinogradov                | Lengyelország (POL) · Jerzy Opara · Andrzej Gronowicz        | Magyarország (HUN) · Buday Tamás · Frey Oszkár                  |
| 1980, Moszkva        | Magyarország (HUN) · Foltán László · Vaskuti István                         | Románia (ROU) · Ivan Patzaichin · Petre Capusta              | Bulgária (BUL) · Boriszlav Ananiev · Nikolai Ilkov              |
| 1984, Los Angeles    | Jugoszlávia (YUG) · Matija Ljubek · Mirko Nišović                           | Románia (ROU) · Ivan Patzaichin · Toma Simionov              | Spanyolország (ESP) · Enrique Míguez · Narcisco Suárez          |
| 1988, Szöul          | Szovjetunió (URS) · Victor Reneischi · Nicolae Juravschi                    | Lengyelország (POL) · Marek Dopierała · Marek Łbik           | Franciaország (FRA) · Philippe Renaud · Joël Bettin             |
| 1992, Barcelona      | Egyesített Csapat (EUN) · Dmitrij Dovgalenok · Alekszandr Maszejkov         | Németország (GER) · Ulrich Papke · Ingo Spelly               | Bulgária (BUL) · Martin Marinov · Blagoveszt Sztojanov          |
| 1996, Atlanta        | Magyarország (HUN) · Kolonics György · Horváth Csaba                        | Moldova (MDA) · Victor Reneischi · Nicolae Juravschi         | Románia (ROU) · Grigore Obreja · Gheorghe Andriev               |
| 2000, Sydney         | Magyarország (HUN) · Novák Ferenc · Pulai Imre                              | Lengyelország (POL) · Daniel Jędraszko · Paweł Baraszkiewicz | Románia (ROU) · Mitică Pricop · Florin Popescu                  |
| 2004, Athén          | Kína (CHN) · Meng Kuan-liang (Meng Guanliang) · Jang Ven-csün (Yang Wenjun) | Kuba (CUB) · Ibrahim Rojas · Ledis Balceiro                  | Oroszország (RUS) · Alekszandr Kosztoglod · Alekszandr Kovaljov |
| 2008, Peking         | Kína (CHN) · Meng Kuan-liang (Meng Guanliang) · Jang Ven-csün (Yang Wenjun) | Oroszország (RUS) · Szergej Ulegin · Alekszandr Kosztoglod   | Németország (GER) · Christian Gille · Tomasz Wylenzek           |
| 2012, London         | nem szerepelt a programban                                                  | nem szerepelt a programban                                   | nem szerepelt a programban                                      |
| 2016, Rio de Janeiro | nem szerepelt a programban                                                  | nem szerepelt a programban                                   | nem szerepelt a programban                                      |
| 2020, Tokió          | nem szerepelt a programban                                                  | nem szerepelt a programban                                   | nem szerepelt a programban                                      |

Forrás: a férfi kenu kettes 500 méter olimpiai érmeseinek listája (angol nyelven). International Olympic Committee (Nemzetközi Olimpiai Bizottság). (Hozzáférés: 2009. július 15.)

##### Éremhalmozók (C-2 500 m)
Az alábbi táblázat tartalmazza azokat a versenyzőket, akik egynél több érmet szereztek ebben a versenyszámban.
Alapvető sorrend: aranyérmek száma (csökkenő); ezüstérmek száma (csökkenő); bronzérmek száma (csökkenő); név.
| #  | Sportoló                         | Nemzet      | Arany | Ezüst | Bronz | Összes érem |
| -- | -------------------------------- | ----------- | ----- | ----- | ----- | ----------- |
| 1. | Meng Kuan-liang (Meng Guanliang) | Kína        | 2     | 0     | 0     | 2           |
| 2. | Jang Ven-csün (Yang Wenjun)      | Kína        | 2     | 0     | 0     | 2           |
| 3. | Nicolae Juravschi                | Moldova     | 1     | 1     | 0     | 2           |
| 4. | Victor Reneischi                 | Moldova     | 1     | 1     | 0     | 2           |
| 5. | Ivan Patzaichin                  | Románia     | 0     | 2     | 0     | 2           |
| 6. | Alekszandr Kosztoglod            | Oroszország | 0     | 1     | 1     | 2           |

#### C-2 1000 méter
A férfi kenu kettesek 1000 méteres versenyszámát 1936 óta rendezik meg az olimpián. Magyarország első érmét 1956-ban szerezte meg ebben a számban. Magyarországnak aranyérmet még nem sikerült nyernie.
| Olimpia              | Arany                                                                 | Ezüst                                                                 | Bronz                                                   |
| 1936, Berlin         | Csehszlovákia (TCH) · Vladimír Syrovátka · Jan Brzák-Felix            | Ausztria (AUT) · Rupert Weinstabl · Karl Proisl                       | Kanada (CAN) · Frank Saker · Harvey Charters            |
| 1948, London         | Csehszlovákia (TCH) · Jan Brzák-Felix · Bohumil Kudrna                | Egyesült Államok (USA) · Steven Lysak · Stephen Macknowski            | Franciaország (FRA) · Georges Dransart · Georges Gandil |
| 1952, Helsinki       | Dánia (DEN) · Bent Peder Rasch · Finn Haunstoft                       | Csehszlovákia (TCH) · Jan Brzák-Felix · Bohumil Kudrna                | Németország (GER) · Egon Drews · Wilfried Soltau        |
| 1956, Melbourne      | Románia (ROU) · Dumitru Alexe · Simion Ismailciuc                     | Szovjetunió (URS) · Pavel Harin · Gracian Botyev                      | Magyarország (HUN) · Wieland Károly · Mohácsi Ferenc    |
| 1960, Róma           | Szovjetunió (URS) · Leonyid Gejstor · Szerhij Makarenko               | Olaszország (ITA) · Aldo Dezi · Francesco La Macchia                  | Magyarország (HUN) · Farkas Imre · Törő András          |
| 1964, Tokió          | Szovjetunió (URS) · Andrej Himics · Sztyepan Oscsepkov                | Franciaország (FRA) · Jean Boudehen · Michel Chapuis                  | Dánia (DEN) · Peer Nielsen · John Sørensen              |
| 1968, Mexikóváros    | Románia (ROU) · Ivan Patzaichin · Serghei Covaliov                    | Magyarország (HUN) · Wichmann Tamás · Petrikovics Gyula               | Szovjetunió (URS) · Naum Prokupec · Mihail Zamotyin     |
| 1972, München        | Szovjetunió (URS) · Vladas Česiūnas · Jurij Lobanov                   | Románia (ROU) · Ivan Patzaichin · Serghei Covaliov                    | Bulgária (BUL) · Fegya Damjanov · Ivan Burcsin          |
| 1976, Montréal       | Szovjetunió (URS) · Szerhij Petrenko · Alekszandr Vinogradov          | Románia (ROU) · Gheorghe Danielov · Gheorghe Simionov                 | Magyarország (HUN) · Buday Tamás · Frey Oszkár          |
| 1980, Moszkva        | Románia (ROU) · Ivan Patzaichin · Toma Simionov                       | NDK (GDR) · Olaf Heukrodt · Uwe Madeja                                | Szovjetunió (URS) · Vaszil Jurcsenko · Jurij Lobanov    |
| 1984, Los Angeles    | Románia (ROU) · Ivan Patzaichin · Toma Simionov                       | Jugoszlávia (YUG) · Matija Ljubek · Mirko Nišović                     | Franciaország (FRA) · Didier Hoyer · Eric Renaud        |
| 1988, Szöul          | Szovjetunió (URS) · Victor Reneischi · Nicolae Juravschi              | NDK (GDR) · Olaf Heukrodt · Ingo Spelly                               | Lengyelország (POL) · Marek Dopierała · Marek Łbik      |
| 1992, Barcelona      | Németország (GER) · Ulrich Papke · Ingo Spelly                        | Dánia (DEN) · Christian Frederiksen · Arne Nielsson                   | Franciaország (FRA) · Didier Hoyer · Olivier Boivin     |
| 1996, Atlanta        | Németország (GER) · Gunar Kirchbach · Andreas Dittmer                 | Románia (ROU) · Marcel Glăvan · Antonel Borsan                        | Magyarország (HUN) · Kolonics György · Horváth Csaba    |
| 2000, Sydney         | Románia (ROU) · Mitică Pricop · Florin Popescu                        | Kuba (CUB) · Ibrahim Rojas · Leobaldo Pereira                         | Németország (GER) · Stefan Uteß · Lars Kober            |
| 2004, Athén          | Németország (GER) · Christian Gille · Tomasz Wylenzek                 | Oroszország (RUS) · Alekszandr Kosztoglod · Alekszandr Kovaljov       | Magyarország (HUN) · Kozmann György · Kolonics György   |
| 2008, Peking         | Fehéroroszország (BLR) · Andrej Bahdanovics · Aljakszandr Bahdanovics | Németország (GER) · Christian Gille · Tomasz Wylenzek                 | Magyarország (HUN) · Kozmann György · Kiss Tamás        |
| 2012, London         | Németország (GER) · Peter Kretschmer · Kurt Kuschela                  | Fehéroroszország (BLR) · Andrej Bahdanovics · Aljakszandr Bahdanovics | Oroszország (RUS) · Alekszej Korovaskov · Ilja Pervuhin |
| 2016, Rio de Janeiro | Németország (GER) · Sebastian Brendel · Jan Vandrey                   | Brazília (BRA) · Erlon Silva · Isaquias Queiroz                       | Ukrajna (UKR) · Dmitro Jancsuk · Tarasz Miscsuk         |
| 2020, Tokió          | Kuba (CUB) · Serguey Torres · Fernando Jorge                          | Kína (CHN) · Liu Hao · Cseng Peng-fej (Zheng Pengfei)                 | Németország (GER) · Sebastian Brendel · Tim Hecker      |

Forrás: a férfi kenu kettes 1000 méter olimpiai érmeseinek listája (angol nyelven). International Olympic Committee (Nemzetközi Olimpiai Bizottság). (Hozzáférés: 2009. július 15.)

##### Éremhalmozók (C-2 1000 m)
Az alábbi táblázat tartalmazza azokat a versenyzőket, akik egynél több érmet szereztek ebben a versenyszámban.
Alapvető sorrend: aranyérmek száma (csökkenő); ezüstérmek száma (csökkenő); bronzérmek száma (csökkenő); név.
| #   | Sportoló                | Nemzet           | Arany | Ezüst | Bronz | Összes érem |
| --- | ----------------------- | ---------------- | ----- | ----- | ----- | ----------- |
| 1.  | Ivan Patzaichin         | Románia          | 3     | 1     | 0     | 4           |
| 2.  | Jan Brzák-Felix         | Csehszlovákia    | 2     | 1     | 0     | 3           |
| 3.  | Toma Simionov           | Románia          | 2     | 0     | 0     | 2           |
| 4.  | Aljakszandr Bahdanovics | Fehéroroszország | 1     | 1     | 0     | 2           |
| 5.  | Andrej Bahdanovics      | Fehéroroszország | 1     | 1     | 0     | 2           |
| 6.  | Serghei Covaliov        | Románia          | 1     | 1     | 0     | 2           |
| 7.  | Christian Gille         | Németország      | 1     | 1     | 0     | 2           |
| 8.  | Bohumil Kudrna          | Csehszlovákia    | 1     | 1     | 0     | 2           |
| 9.  | Ingo Spelly             | Németország      | 1     | 1     | 0     | 2           |
| 10. | Tomasz Wylenzek         | Németország      | 1     | 1     | 0     | 2           |
| 11. | Sebastian Brendel       | Németország      | 1     | 0     | 1     | 2           |
| 12. | Jurij Lobanov           | Szovjetunió      | 1     | 0     | 1     | 2           |
| 13. | Olaf Heukrodt           | NDK              | 0     | 2     | 0     | 2           |
| 14. | Didier Hoyer            | Franciaország    | 0     | 0     | 2     | 2           |
| 15. | Kolonics György         | Magyarország     | 0     | 0     | 2     | 2           |
| 16. | Kozmann György          | Magyarország     | 0     | 0     | 2     | 2           |

#### K-1 200 méter
| Olimpia              | Arany              | Ezüst                 | Bronz                |
| 2012, London         | Ed McKeever (GBR)  | Saúl Craviotto (ESP)  | Mark de Jonge (CAN)  |
| 2016, Rio de Janeiro | Liam Heath (GBR)   | Maxime Beaumont (FRA) | Saúl Craviotto (ESP) |
| 2016, Rio de Janeiro | Liam Heath (GBR)   | Maxime Beaumont (FRA) | Ronald Rauhe (GER)   |
| 2020, Tokió          | Tótka Sándor (HUN) | Manfredi Rizza (ITA)  | Liam Heath (GBR)     |

#### K-1 500 méter
A férfi kajak egyesek 500 méteres versenyszámát 1976 óta rendezik meg az olimpián és Sztanity Zoltán ekkor ezüstérmet nyert. Az első, és eddigi egyetlen aranyérmet Gyulay Zsolt nyerte 1988-ban.
| Olimpia           | Arany                        | Ezüst                      | Bronz                      |
| 1976, Montréal    | Vasile Dîba (ROU)            | Sztanity Zoltán (HUN)      | Rüdiger Helm (GDR)         |
| 1980, Moszkva     | Uladzimir Parfjanovics (URS) | John Sumegi (AUS)          | Vasile Dîba (ROU)          |
| 1984, Los Angeles | Ian Ferguson (NZL)           | Lars-Erik Moberg (SWE)     | Bernard Brégeon (FRA)      |
| 1988, Szöul       | Gyulay Zsolt (HUN)           | Andreas Stähle (GDR)       | Paul MacDonald (NZL)       |
| 1992, Barcelona   | Mikko Kolehmainen (FIN)      | Gyulay Zsolt (HUN)         | Knut Holmann (NOR)         |
| 1996, Atlanta     | Antonio Rossi (ITA)          | Knut Holmann (NOR)         | Piotr Markiewicz (POL)     |
| 2000, Sydney      | Knut Holmann (NOR)           | Petar Merkov (BUL)         | Michael Kolganov (ISR)     |
| 2004, Athén       | Adam van Koeverden (CAN)     | Nathan Baggaley (AUS)      | Ian Wynne (GBR)            |
| 2008, Peking      | Ken Wallace (AUS)            | Adam van Koeverden (CAN)   | Tim Brabants (GBR)         |
| 2012, London      | nem szerepelt a programban   | nem szerepelt a programban | nem szerepelt a programban |
| 2020, Tokió       | nem szerepelt a programban   | nem szerepelt a programban | nem szerepelt a programban |

Forrás: a férfi kajak egyes 500 méter olimpiai érmeseinek listája (angol nyelven). International Olympic Committee (Nemzetközi Olimpiai Bizottság). (Hozzáférés: 2009. július 16.)

##### Éremhalmozók (K-1 500 m)
Az alábbi táblázat tartalmazza azokat a versenyzőket, akik egynél több érmet szereztek ebben a versenyszámban.
Alapvető sorrend: aranyérmek száma (csökkenő); ezüstérmek száma (csökkenő); bronzérmek száma (csökkenő); név.
| #  | Sportoló           | Nemzet       | Arany | Ezüst | Bronz | Összes érem |
| -- | ------------------ | ------------ | ----- | ----- | ----- | ----------- |
| 1. | Knut Holmann       | Norvégia     | 1     | 1     | 1     | 3           |
| 2. | Gyulay Zsolt       | Magyarország | 1     | 1     | 0     | 2           |
| 3. | Adam van Koeverden | Kanada       | 1     | 1     | 0     | 2           |
| 4. | Vasile Dîba        | Románia      | 1     | 0     | 1     | 2           |

#### K-1 1000 méter
A férfi kajak egyesek 1000 méteres versenyszámát 1936 óta rendezik meg az olimpián. Magyarország első érmét Kiss Lajos szerezte 1956-ban. Az első aranyérmet Hesz Mihály nyerte 1968-ban.
| Olimpia              | Arany                      | Ezüst                      | Bronz                    |
| 1936, Berlin         | Gregor Hradetzky (AUT)     | Helmut Cämmerer (GER)      | Jaap Kraaier (NED)       |
| 1948, London         | Gert Fredriksson (SWE)     | Johan Andersen (DEN)       | Henri Eberhardt (FRA)    |
| 1952, Helsinki       | Gert Fredriksson (SWE)     | Thorvald Strömberg (FIN)   | Louis Gantois (FRA)      |
| 1956, Melbourne      | Gert Fredriksson (SWE)     | Igor Piszarev (URS)        | Kiss Lajos (HUN)         |
| 1960, Róma           | Erik Hansen (DEN)          | Szöllősi Imre (HUN)        | Gert Fredriksson (SWE)   |
| 1964, Tokió          | Rolf Peterson (SWE)        | Hesz Mihály (HUN)          | Aurel Vernescu (ROU)     |
| 1968, Mexikóváros    | Hesz Mihály (HUN)          | Olekszandr Saparenko (URS) | Erik Hansen (DEN)        |
| 1972, München        | Olekszandr Saparenko (URS) | Rolf Peterson (SWE)        | Csapó Géza (HUN)         |
| 1976, Montréal       | Rüdiger Helm (GDR)         | Csapó Géza (HUN)           | Vasile Dîba (ROU)        |
| 1980, Moszkva        | Rüdiger Helm (GDR)         | Alain Lebas (FRA)          | Ion Bîrlădeanu (ROU)     |
| 1984, Los Angeles    | Alan Thompson (NZL)        | Milan Janić (YUG)          | Greg Barton (USA)        |
| 1988, Szöul          | Greg Barton (USA)          | Grant Davies (AUS)         | André Wohllebe (GDR)     |
| 1992, Barcelona      | Clint Robinson (AUS)       | Knut Holmann (NOR)         | Greg Barton (USA)        |
| 1996, Atlanta        | Knut Holmann (NOR)         | Beniamino Bonomi (ITA)     | Clint Robinson (AUS)     |
| 2000, Sydney         | Knut Holmann (NOR)         | Petar Merkov (BUL)         | Tim Brabants (GBR)       |
| 2004, Athén          | Eirik Verås Larsen (NOR)   | Ben Fouhy (NZL)            | Adam van Koeverden (CAN) |
| 2008, Peking         | Tim Brabants (GBR)         | Eirik Verås Larsen (NOR)   | Ken Wallace (AUS)        |
| 2012, London         | Eirik Verås Larsen (NOR)   | Adam van Koeverden (CAN)   | Max Hoff (GER)           |
| 2016, Rio de Janeiro | Marcus Walz (ESP)          | Josef Dostál (CZE)         | Roman Anoskin (RUS)      |
| 2020, Tokió          | Kopasz Bálint (HUN)        | Varga Ádám (HUN)           | Fernando Pimenta (POR)   |

Forrás: a férfi kajak egyes 1000 méter olimpiai érmeseinek listája (angol nyelven). International Olympic Committee (Nemzetközi Olimpiai Bizottság). (Hozzáférés: 2009. július 16.)

##### Éremhalmozók (K-1 1000 m)
Az alábbi táblázat tartalmazza azokat a versenyzőket, akik egynél több érmet szereztek ebben a versenyszámban.
Alapvető sorrend: aranyérmek száma (csökkenő); ezüstérmek száma (csökkenő); bronzérmek száma (csökkenő); név.
| #   | Sportoló             | Nemzet           | Arany | Ezüst | Bronz | Összes érem |
| --- | -------------------- | ---------------- | ----- | ----- | ----- | ----------- |
| 1.  | Gert Fredriksson     | Svédország       | 3     | 0     | 1     | 4           |
| 2.  | Knut Holmann         | Norvégia         | 2     | 1     | 0     | 3           |
| 7.  | Eirik Verås Larsen   | Norvégia         | 2     | 1     | 0     | 3           |
| 4.  | Rüdiger Helm         | NDK              | 2     | 0     | 0     | 2           |
| 5.  | Hesz Mihály          | Magyarország     | 1     | 1     | 0     | 2           |
| 5.  | Rolf Peterson        | Svédország       | 1     | 1     | 0     | 2           |
| 6.  | Olekszandr Saparenko | Szovjetunió      | 1     | 1     | 0     | 2           |
| 8.  | Greg Barton          | Egyesült Államok | 1     | 0     | 2     | 3           |
| 9.  | Tim Brabants         | Nagy-Britannia   | 1     | 0     | 1     | 2           |
| 10. | Erik Hansen          | Dánia            | 1     | 0     | 1     | 2           |
| 11. | Clint Robinson       | Ausztrália       | 1     | 0     | 1     | 2           |
| 12. | Csapó Géza           | Magyarország     | 0     | 1     | 1     | 2           |

#### K-2 200 méter
| Olimpia              | Arany                                                        | Ezüst                                                       | Bronz                                                 |
| 2012, London         | Oroszország (RUS) · Jurij Posztrigaj · Alekszandr Gyjacsenko | Fehéroroszország (BLR) · Raman Pjatrusenka · Vadzim Mahnyev | Nagy-Britannia (GBR) · Liam Heath · Jon Schofield     |
| 2016, Rio de Janeiro | Spanyolország (ESP) · Saúl Craviotto · Cristian Toro         | Nagy-Britannia (GBR) · Liam Heath · Jon Schofield           | Litvánia (LTU) · Aurimas Lankas · Edvinas Ramanauskas |
| 2020, Tokió          | nem szerepelt a programban                                   | nem szerepelt a programban                                  | nem szerepelt a programban                            |

#### K-2 500 méter
A férfi kajak kettesek 500 méteres versenyszámát 1976 óta rendezik meg az olimpián. Magyarország első érmét 1988-ban szerezte. Az első, és eddigi egyetlen aranyéremre 2000-ig kellett várni.
| Olimpia              | Arany                                                        | Ezüst                                                         | Bronz                                                       |
| 1976, Montréal       | NDK (GDR) · Joachim Mattern · Bernd Olbricht                 | Szovjetunió (URS) · Szerhij Nahornij · Vlagyimir Romanovszkij | Románia (ROU) · Larion Serghei · Policarp Malîhin           |
| 1980, Moszkva        | Szovjetunió (URS) · Uladzimir Parfjanovics · Szerhij Csuhraj | Spanyolország (ESP) · Herminio Menéndez · Guillermo del Riego | NDK (GDR) · Rüdiger Helm · Bernd Olbricht                   |
| 1984, Los Angeles    | Új-Zéland (NZL) · Ian Ferguson · Paul MacDonald              | Svédország (SWE) · Per-Inge Bengtsson · Lars-Erik Moberg      | Kanada (CAN) · Hugh Fisher · Alwyn Morris                   |
| 1988, Szöul          | Új-Zéland (NZL) · Ian Ferguson · Paul MacDonald              | Szovjetunió (URS) · Ihor Nahajev · Viktor Gyenyiszov          | Magyarország (HUN) · Ábrahám Attila · Csipes Ferenc         |
| 1992, Barcelona      | Németország (GER) · Kay Bluhm · Torsten Gutsche              | Lengyelország (POL) · Maciej Freimut · Wojciech Kurpiewski    | Olaszország (ITA) · Bruno Dreossi · Antonio Rossi           |
| 1996, Atlanta        | Németország (GER) · Torsten Gutsche · Kay Bluhm              | Olaszország (ITA) · Daniele Scarpa · Beniamino Bonomi         | Ausztrália (AUS) · Andrew Trim · Daniel Collins             |
| 2000, Sydney         | Magyarország (HUN) · Kammerer Zoltán · Storcz Botond         | Ausztrália (AUS) · Andrew Trim · Daniel Collins               | Németország (GER) · Ronald Rauhe · Tim Wieskötter           |
| 2004, Athén          | Németország (GER) · Ronald Rauhe · Tim Wieskötter            | Ausztrália (AUS) · Clint Robinson · Nathan Baggaley           | Fehéroroszország (BLR) · Raman Pjatrusenka · Vadzim Mahnyev |
| 2008, Peking         | Spanyolország (ESP) · Saúl Craviotto · Carlos Pérez Rial     | Németország (GER) · Ronald Rauhe · Tim Wieskötter             | Fehéroroszország (BLR) · Raman Pjatrusenka · Vadzim Mahnyev |
| 2012, London         | nem szerepelt a programban                                   | nem szerepelt a programban                                    | nem szerepelt a programban                                  |
| 2016, Rio de Janeiro | nem szerepelt a programban                                   | nem szerepelt a programban                                    | nem szerepelt a programban                                  |
| 2020, Tokió          | nem szerepelt a programban                                   | nem szerepelt a programban                                    | nem szerepelt a programban                                  |

Forrás: a férfi kajak kettes 500 méter olimpiai érmeseinek listája (angol nyelven). International Olympic Committee (Nemzetközi Olimpiai Bizottság). (Hozzáférés: 2009. július 16.)

##### Éremhalmozók (K-2 500 m)
Az alábbi táblázat tartalmazza azokat a versenyzőket, akik egynél több érmet szereztek ebben a versenyszámban.
Alapvető sorrend: aranyérmek száma (csökkenő); ezüstérmek száma (csökkenő); bronzérmek száma (csökkenő); név.
| #   | Sportoló          | Nemzet           | Arany | Ezüst | Bronz | Összes érem |
| --- | ----------------- | ---------------- | ----- | ----- | ----- | ----------- |
| 1.  | Kay Bluhm         | Németország      | 2     | 0     | 0     | 2           |
| 2.  | Ian Ferguson      | Új-Zéland        | 2     | 0     | 0     | 2           |
| 3.  | Torsten Gutsche   | Németország      | 2     | 0     | 0     | 2           |
| 4.  | Paul MacDonald    | Új-Zéland        | 2     | 0     | 0     | 2           |
| 5.  | Ronald Rauhe      | Németország      | 1     | 1     | 1     | 3           |
| 6.  | Tim Wieskötter    | Németország      | 1     | 1     | 1     | 3           |
| 7.  | Bernd Olbricht    | NDK              | 1     | 0     | 1     | 2           |
| 8.  | Daniel Collins    | Ausztrália       | 0     | 1     | 1     | 2           |
| 9.  | Andrew Trim       | Ausztrália       | 0     | 1     | 1     | 2           |
| 10. | Vadzim Mahnyev    | Fehéroroszország | 0     | 0     | 2     | 2           |
| 11. | Raman Pjatrusenka | Fehéroroszország | 0     | 0     | 2     | 2           |

#### K-2 1000 méter
A férfi kajak kettesek 1000 méteres versenyszámát 1936 óta rendezik meg az olimpián. Magyarország első érmét 1960-ban szerezte meg ebben a számban.
| Olimpia              | Arany                                                               | Ezüst                                                     | Bronz                                                         |
| 1936, Berlin         | Ausztria (AUT) · Adolf Kainz · Alfons Dorfner                       | Németország (GER) · Ewald Tilker · Fritz Bondroit         | Hollandia (NED) · Nicolaas Tates · Willem van der Kroft       |
| 1948, London         | Svédország (SWE) · Hans Berglund · Lennart Klingström               | Dánia (DEN) · Ejvind Hansen · Bernhard Jensen             | Finnország (FIN) · Ture Axelsson · Nils Björklöf              |
| 1952, Helsinki       | Finnország (FIN) · Kurt Wires · Yrjö Hietanen                       | Svédország (SWE) · Lars Glassér · Ingemar Hedberg         | Ausztria (AUT) · Maximilian Raub · Herbert Wiedermann         |
| 1956, Melbourne      | Egyesült Német Csapat (EUA) · Michel Scheuer · Meinrad Miltenberger | Szovjetunió (URS) · Mikhail Kaaleste · Anatolij Gyemitkov | Ausztria (AUT) · Maximilian Raub · Herbert Wiedermann         |
| 1960, Róma           | Svédország (SWE) · Gert Fredriksson · Sven-Olov Sjödelius           | Magyarország (HUN) · Szente András · Mészáros György      | Lengyelország (POL) · Stefan Kapłaniak · Władysław Zieliński  |
| 1964, Tokió          | Svédország (SWE) · Sven-Olov Sjödelius · Gunnar Utterberg           | Hollandia (NED) · Toon Geurts · Paulus Hoekstra           | Egyesült Német Csapat (EUA) · Heinz Büker · Holger Zander     |
| 1968, Mexikóváros    | Szovjetunió (URS) · Olekszandr Saparenko · Volodimir Morozov        | Magyarország (HUN) · Giczy Csaba · Timár István           | Ausztria (AUT) · Gerhard Seibold · Günther Pfaff              |
| 1972, München        | Szovjetunió (URS) · Nyikolaj Gorbacsov · Viktor Krataszjuk          | Magyarország (HUN) · Deme József · Rátkai János           | Lengyelország (POL) · Władysław Szuszkiewicz · Rafał Piszcz   |
| 1976, Montréal       | Szovjetunió (URS) · Szerhij Nahornij · Vlagyimir Romanovszkij       | NDK (GDR) · Joachim Mattern · Bernd Olbricht              | Magyarország (HUN) · Bakó Zoltán · Szabó István               |
| 1980, Moszkva        | Szovjetunió (URS) · Uladzimir Parfjanovics · Szerhij Csuhraj        | Magyarország (HUN) · Szabó István · Joós István           | Spanyolország (ESP) · Luis Gregorio Ramos · Herminio Menéndez |
| 1984, Los Angeles    | Kanada (CAN) · Hugh Fisher · Alwyn Morris                           | Franciaország (FRA) · Bernard Brégeon · Patrick Lefoulon  | Ausztrália (AUS) · Barry Kelly · Grant Kenny                  |
| 1988, Szöul          | Egyesült Államok (USA) · Greg Barton · Norman Bellingham            | Új-Zéland (NZL) · Ian Ferguson · Paul MacDonald           | Ausztrália (AUS) · Peter Foster · Kelvin Graham               |
| 1992, Barcelona      | Németország (GER) · Kay Bluhm · Torsten Gutsche                     | Svédország (SWE) · Karl Sundqvist · Gunnar Olsson         | Lengyelország (POL) · Grzegorz Kotowicz · Dariusz Białkowski  |
| 1996, Atlanta        | Olaszország (ITA) · Daniele Scarpa · Antonio Rossi                  | Németország (GER) · Torsten Gutsche · Kay Bluhm           | Bulgária (BUL) · Andrian Dusev · Milko Kazanov                |
| 2000, Sydney         | Olaszország (ITA) · Antonio Rossi · Beniamino Bonomi                | Svédország (SWE) · Markus Oscarsson · Henrik Nilsson      | Magyarország (HUN) · Bártfai Krisztián · Veréb Krisztián      |
| 2004, Athén          | Svédország (SWE) · Markus Oscarsson · Henrik Nilsson                | Olaszország (ITA) · Antonio Rossi · Beniamino Bonomi      | Norvégia (NOR) · Eirik Verås Larsen · Nils Olav Fjeldheim     |
| 2008, Peking         | Németország (GER) · Martin Hollstein · Andreas Ihle                 | Dánia (DEN) · Kim Wraae Knudsen · René Holten Poulsen     | Olaszország (ITA) · Andrea Facchin · Antonio Scaduto          |
| 2012, London         | Magyarország (HUN) · Dombi Rudolf · Kökény Roland                   | Portugália (POR) · Fernando Pimenta · Emanuel Silva       | Németország (GER) · Martin Hollstein · Andreas Ihle           |
| 2016, Rio de Janeiro | Németország (GER) · Max Rendschmidt · Marcus Gross                  | Szerbia (SRB) · Marko Tomićević · Milenko Zorić           | Ausztrália (AUS) · Kenny Wallace · Lachlan Tame               |
| 2020, Tokió          | Ausztrália (AUS) · Jean van der Westhuyzen · Thomas Green           | Németország (GER) · Max Hoff · Jacob Schopf               | Csehország (CZE) · Josef Dostál · Radek Šlouf                 |

Forrás: a férfi kajak kettes 1000 méter olimpiai érmeseinek listája (angol nyelven). International Olympic Committee (Nemzetközi Olimpiai Bizottság). (Hozzáférés: 2009. július 17.)

##### Éremhalmozók (K-2 1000 m)
Az alábbi táblázat tartalmazza azokat a versenyzőket, akik egynél több érmet szereztek ebben a versenyszámban.
Alapvető sorrend: aranyérmek száma (csökkenő); ezüstérmek száma (csökkenő); bronzérmek száma (csökkenő); név.
| #   | Sportoló            | Nemzet       | Arany | Ezüst | Bronz | Összes érem |
| --- | ------------------- | ------------ | ----- | ----- | ----- | ----------- |
| 1.  | Antonio Rossi       | Olaszország  | 2     | 1     | 0     | 3           |
| 2.  | Sven-Olov Sjödelius | Svédország   | 2     | 0     | 0     | 2           |
| 3.  | Kay Bluhm           | Németország  | 1     | 1     | 0     | 2           |
| 4.  | Beniamino Bonomi    | Olaszország  | 1     | 1     | 0     | 2           |
| 5.  | Torsten Gutsche     | Németország  | 1     | 1     | 0     | 2           |
| 6.  | Henrik Nilsson      | Svédország   | 1     | 1     | 0     | 2           |
| 7.  | Markus Oscarsson    | Svédország   | 1     | 1     | 0     | 2           |
| 8.  | Martin Hollstein    | Németország  | 1     | 0     | 1     | 2           |
| 7.  | Andreas Ihle        | Németország  | 1     | 0     | 1     | 2           |
| 10. | Szabó István        | Magyarország | 0     | 1     | 1     | 2           |
| 11. | Maximilian Raub     | Ausztria     | 0     | 0     | 2     | 2           |
| 10. | Herbert Wiedermann  | Ausztria     | 0     | 0     | 2     | 2           |

#### K-4 500 méter
| Olimpia     | Arany                                                                          | Ezüst                                                                                 | Bronz                                                                  |
| 2020, Tokió | Németország (GER) · Max Rendschmidt · Ronald Rauhe · Tom Liebscher · Max Lemke | Spanyolország (ESP) · Saúl Craviotto · Marcus Walz · Carlos Arévalo · Rodrigo Germade | Szlovákia (SVK) · Samuel Baláž · Denis Myšák · Vlček Erik · Adam Botek |

#### K-4 1000 méter
A férfi kajak négyesek 1000 méteres versenyszámát 1964 óta rendezik meg az olimpián. Magyarország első érmét 1968-ban szerezte meg ebben a számban, az első aranyéremre pedig 1988-ig kellett várni.
Forrás: a férfi kajak négyes 1000 méter olimpiai érmeseinek listája (angol nyelven). International Olympic Committee (Nemzetközi Olimpiai Bizottság). (Hozzáférés: 2009. július 17.)

##### Éremhalmozók (K-4 1000 m)
Az alábbi táblázat tartalmazza azokat a versenyzőket, akik egynél több érmet szereztek ebben a versenyszámban.
Alapvető sorrend: aranyérmek száma (csökkenő); ezüstérmek száma (csökkenő); bronzérmek száma (csökkenő); név.
| #   | Sportoló           | Nemzet       | Arany | Ezüst | Bronz | Összes érem |
| --- | ------------------ | ------------ | ----- | ----- | ----- | ----------- |
| 1.  | Horváth Gábor      | Magyarország | 2     | 1     | 0     | 3           |
| 3.  | Kammerer Zoltán    | Magyarország | 2     | 1     | 0     | 3           |
| 3.  | Jurij Filatov      | Szovjetunió  | 2     | 0     | 0     | 2           |
| 4.  | Volodimir Morozov  | Szovjetunió  | 2     | 0     | 0     | 2           |
| 5.  | Tom Liebscher      | Németország  | 2     | 0     | 0     | 2           |
| 6.  | Max Rendschmidt    | Németország  | 2     | 0     | 0     | 2           |
| 7.  | Thomas Reineck     | Németország  | 2     | 0     | 0     | 2           |
| 8.  | Storcz Botond      | Magyarország | 2     | 0     | 0     | 2           |
| 9.  | Vereckei Ákos      | Magyarország | 2     | 0     | 0     | 2           |
| 10. | Csipes Ferenc      | Magyarország | 1     | 2     | 0     | 3           |
| 11. | Mark Zabel         | Németország  | 1     | 2     | 0     | 3           |
| 12. | Ábrahám Attila     | Magyarország | 1     | 1     | 0     | 2           |
| 13. | Gyulay Zsolt       | Magyarország | 1     | 1     | 0     | 2           |
| 14. | Steinar Amundsen   | Norvégia     | 1     | 0     | 1     | 2           |
| 15. | Tore Berger        | Norvégia     | 1     | 0     | 1     | 2           |
| 16. | Bernd Duvigneau    | NDK          | 1     | 0     | 1     | 2           |
| 17. | Rüdiger Helm       | NDK          | 1     | 0     | 1     | 2           |
| 18. | Jan Johansen       | Norvégia     | 1     | 0     | 1     | 2           |
| 19. | Egil Søby          | Norvégia     | 1     | 0     | 1     | 2           |
| 20. | André Wohllebe     | Németország  | 1     | 0     | 1     | 2           |
| 21. | Vlček Erik         | Szlovákia    | 0     | 2     | 1     | 3           |
| 22. | Björn Bach         | Németország  | 0     | 2     | 0     | 2           |
| 23. | Mihai Zafiu        | Románia      | 0     | 2     | 0     | 2           |
| 24. | Tarr György        | Szlovákia    | 0     | 2     | 0     | 2           |
| 25. | Michal Riszdorfer  | Szlovákia    | 0     | 1     | 1     | 2           |
| 26. | Richard Riszdorfer | Szlovákia    | 0     | 1     | 1     | 2           |
| 27. | Atanasie Sciotnic  | Románia      | 0     | 1     | 1     | 2           |
| 28. | Mihai Ţurcaş       | Románia      | 0     | 1     | 1     | 2           |
| 29. | Aurel Vernescu     | Románia      | 0     | 1     | 1     | 2           |
| 30. | Josef Dostál       | Csehország   | 0     | 0     | 2     | 2           |
| 31. | Daniel Havel       | Csehország   | 0     | 0     | 2     | 2           |
| 32. | Jan Štěrba         | Csehország   | 0     | 0     | 2     | 2           |
| 33. | Lukáš Trefil       | Csehország   | 0     | 0     | 2     | 2           |

### Vadvízi (szlalom) versenyszámok

#### C-1
A férfi vadvízi (szlalom) kenu egyesek versenyszámát 1972 óta rendezik meg az olimpián.
| Olimpia              | Arany                               | Ezüst                               | Bronz                               |
| 1972, München        | Reinhard Eiben (GDR)                | Reinhold Kauder (FRG)               | James McEwan (USA)                  |
| 1976 – 1988          | Nem volt az olimpiai program része. | Nem volt az olimpiai program része. | Nem volt az olimpiai program része. |
| 1992, Barcelona      | Lukáš Pollert (TCH)                 | Gareth Marriott (GBR)               | Jacky Avril (FRA)                   |
| 1996, Atlanta        | Michal Martikán (SVK)               | Lukáš Pollert (CZE)                 | Patrice Estanguet (FRA)             |
| 2000, Sydney         | Tony Estanguet (FRA)                | Michal Martikán (SVK)               | Juraj Minčík (SVK)                  |
| 2004, Athén          | Tony Estanguet (FRA)                | Michal Martikán (SVK)               | Stefan Pfannmöller (GER)            |
| 2008, Peking         | Michal Martikán (SVK)               | David Florence (GBR)                | Robin Bell (AUS)                    |
| 2012, London         | Tony Estanguet (FRA)                | Sideris Tasiadis (GER)              | Michal Martikán (SVK)               |
| 2016, Rio de Janeiro | Denis Gargaud Chanut (FRA)          | Matej Beňuš (SVK)                   | Haneda Takuja (JPN)                 |
| 2020, Tokió          | Benjamin Savšek (SLO)               | Lukáš Rohan (CZE)                   | Sideris Tasiadis (GER)              |

Forrás: a férfi kenu egyes olimpiai érmeseinek listája (angol nyelven). International Olympic Committee (Nemzetközi Olimpiai Bizottság). (Hozzáférés: 2009. július 17.)

##### Éremhalmozók (C-1)
Az alábbi táblázat tartalmazza azokat a versenyzőket, akik egynél több érmet szereztek ebben a versenyszámban.
Alapvető sorrend: aranyérmek száma (csökkenő); ezüstérmek száma (csökkenő); bronzérmek száma (csökkenő); név.
| #  | Sportoló         | Nemzet        | Arany | Ezüst | Bronz | Összes érem |
| -- | ---------------- | ------------- | ----- | ----- | ----- | ----------- |
| 1. | Tony Estanguet   | Franciaország | 3     | 0     | 0     | 3           |
| 2. | Michal Martikán  | Szlovákia     | 2     | 2     | 1     | 5           |
| 3. | Lukáš Pollert    | Csehország    | 1     | 1     | 0     | 2           |
| 4. | Sideris Tasiadis | Németország   | 0     | 1     | 1     | 2           |

#### C-2
A férfi vadvízi (szlalom) kenu kettesek versenyszámát 1972 óta rendezik meg az olimpián.
| Olimpia              | Arany                                                     | Ezüst                                                            | Bronz                                                     |
| 1972, München        | NDK (GDR) · Walter Hofmann · Rolf-Dieter Amend            | NSZK (FRG) · Hans-Otto Schumacher · Wilhelm Baues                | Franciaország (FRA) · Jean-Louis Olry · Jean-Claude Olry  |
| 1976 – 1988          | Nem volt az olimpiai program része.                       | Nem volt az olimpiai program része.                              | Nem volt az olimpiai program része.                       |
| 1992, Barcelona      | Egyesült Államok (USA) · Scott Strausbaugh · Joe Jacobi   | Csehszlovákia (TCH) · Miroslav Šimek · Jiří Rohan                | Franciaország (FRA) · Frank Adisson · Wilfrid Forgues     |
| 1996, Atlanta        | Franciaország (FRA) · Frank Adisson · Wilfrid Forgues     | Csehország (CZE) · Jiří Rohan · Miroslav Šimek                   | Németország (GER) · Andre Ehrenberg · Michael Senft       |
| 2000, Sydney         | Szlovákia (SVK) · Pavol Hochschorner · Peter Hochschorner | Lengyelország (POL) · Krzysztof Kołomański · Michał Staniszewski | Csehország (CZE) · Marek Jiras · Tomáš Máder              |
| 2004, Athén          | Szlovákia (SVK) · Peter Hochschorner · Pavol Hochschorner | Németország (GER) · Marcus Becker · Stefan Henze                 | Csehország (CZE) · Jaroslav Volf · Ondřej Štěpánek        |
| 2008, Peking         | Szlovákia (SVK) · Pavol Hochschorner · Peter Hochschorner | Csehország (CZE) · Jaroslav Volf · Ondřej Štěpánek               | Oroszország (RUS) · Mihail Kuznyecov · Dmitrij Larionov   |
| 2012, London         | Nagy-Britannia (GBR) · Timothy Baillie · Etienne Stott    | Nagy-Britannia (GBR) · David Florence · Richard Hounslow         | Szlovákia (SVK) · Pavol Hochschorner · Peter Hochschorner |
| 2016, Rio de Janeiro | Szlovákia (SVK) · Ladislav Škantár · Peter Škantár        | Nagy-Britannia (GBR) · David Florence · Richard Hounslow         | Franciaország (FRA) · Gauthier Klauss · Matthieu Péché    |
| 2020, Tokió          | nem szerepelt a programban                                | nem szerepelt a programban                                       | nem szerepelt a programban                                |

Forrás: a férfi kenu kettes olimpiai érmeseinek listája (angol nyelven). International Olympic Committee (Nemzetközi Olimpiai Bizottság). (Hozzáférés: 2009. július 17.)

##### Éremhalmozók (C-2)
Az alábbi táblázat tartalmazza azokat a versenyzőket, akik egynél több érmet szereztek ebben a versenyszámban.
Alapvető sorrend: aranyérmek száma (csökkenő); ezüstérmek száma (csökkenő); bronzérmek száma (csökkenő); név.
| #   | Sportoló           | Nemzet         | Arany | Ezüst | Bronz | Összes érem |
| --- | ------------------ | -------------- | ----- | ----- | ----- | ----------- |
| 1.  | Pavol Hochschorner | Szlovákia      | 3     | 0     | 1     | 4           |
| 2.  | Peter Hochschorner | Szlovákia      | 3     | 0     | 1     | 4           |
| 3.  | Frank Adisson      | Franciaország  | 1     | 0     | 1     | 2           |
| 4.  | Wilfrid Forgues    | Franciaország  | 1     | 0     | 1     | 2           |
| 5.  | Jiří Rohan         | Csehország     | 0     | 2     | 0     | 2           |
| 6.  | Miroslav Šimek     | Csehország     | 0     | 2     | 0     | 2           |
| 7.  | David Florence     | Nagy-Britannia | 0     | 2     | 0     | 2           |
| 8.  | Richard Hounslow   | Nagy-Britannia | 0     | 2     | 0     | 2           |
| 9.  | Ondřej Štěpánek    | Csehország     | 0     | 1     | 1     | 2           |
| 10. | Jaroslav Volf      | Csehország     | 0     | 1     | 1     | 2           |

#### K-1
A férfi vadvízi (szlalom) kajak egyesek versenyszámát 1972 óta rendezik meg az olimpián.
| Olimpia              | Arany                               | Ezüst                               | Bronz                               |
| 1972, München        | Siegbert Horn (GDR)                 | Norbert Sattler (AUT)               | Harald Gimpel (GDR)                 |
| 1976 – 1988          | Nem volt az olimpiai program része. | Nem volt az olimpiai program része. | Nem volt az olimpiai program része. |
| 1992, Barcelona      | Pierpaolo Ferrazzi (ITA)            | Sylvain Curinier (FRA)              | Jochen Lettmann (GER)               |
| 1996, Atlanta        | Oliver Fix (GER)                    | Andraž Vehovar (SLO)                | Thomas Becker (GER)                 |
| 2000, Sydney         | Thomas Schmidt (GER)                | Paul Ratcliffe (GBR)                | Pierpaolo Ferrazzi (ITA)            |
| 2004, Athén          | Benoît Peschier (FRA)               | Campbell Walsh (GBR)                | Fabien Lefèvre (FRA)                |
| 2008, Peking         | Alexander Grimm (GER)               | Fabien Lefèvre (FRA)                | Benjamin Boukpeti (TOG)             |
| 2012, London         | Daniele Molmenti (ITA)              | Vavřinec Hradílek (CZE)             | Hannes Aigner (GER)                 |
| 2016, Rio de Janeiro | Joseph Clarke (GBR)                 | Peter Kauzer (SLO)                  | Jiří Prskavec (CZE)                 |
| 2020, Tokió          | Jiří Prskavec (CZE)                 | Jakub Grigar (SVK)                  | Hannes Aigner (GER)                 |

Forrás: a férfi kajak egyes olimpiai érmeseinek listája (angol nyelven). International Olympic Committee (Nemzetközi Olimpiai Bizottság). (Hozzáférés: 2009. július 17.)

##### Éremhalmozók (K-1)
Az alábbi táblázat tartalmazza azokat a versenyzőket, akik egynél több érmet szereztek ebben a versenyszámban.
Alapvető sorrend: aranyérmek száma (csökkenő); ezüstérmek száma (csökkenő); bronzérmek száma (csökkenő); név.
| #  | Sportoló           | Nemzet        | Arany | Ezüst | Bronz | Összes érem |
| -- | ------------------ | ------------- | ----- | ----- | ----- | ----------- |
| 1. | Jiří Prskavec      | Csehország    | 1     | 0     | 1     | 2           |
| 2. | Pierpaolo Ferrazzi | Olaszország   | 1     | 0     | 1     | 2           |
| 3. | Fabien Lefèvre     | Franciaország | 0     | 1     | 1     | 2           |
| 4. | Hannes Aigner      | Németország   | 0     | 0     | 2     | 2           |

## Korábbi versenyszámok

### C-1 10 000 méter
A férfi kenu egyesek 10 000 méteres versenyszámát 1948 és 1956 között rendezték meg. Magyarország első érmét Novák Gábor szerezte 1952-ben. Magyarországnak aranyérmet nem sikerült nyernie.
| Olimpia         | Arany                 | Ezüst              | Bronz                   |
| 1948, London    | František Čapek (TCH) | Frank Havens (USA) | Norman Lane (CAN)       |
| 1952, Helsinki  | Frank Havens (USA)    | Novák Gábor (HUN)  | Alfréd Jindra (TCH)     |
| 1956, Melbourne | Leon Rotman (ROU)     | Parti János (HUN)  | Gennagyij Buharin (URS) |

Forrás: a férfi kenu egyes 10 000 méter olimpiai érmeseinek listája (angol nyelven). International Olympic Committee (Nemzetközi Olimpiai Bizottság). (Hozzáférés: 2009. július 16.)

#### Éremhalmozók (C-1 10 000 m)
Ebben a versenyszámban egy sportoló tudott egynél több érmet szerezni:
| #  | Sportoló     | Nemzet           | Arany | Ezüst | Bronz | Összes érem |
| -- | ------------ | ---------------- | ----- | ----- | ----- | ----------- |
| 1. | Frank Havens | Egyesült Államok | 1     | 1     | 0     | 2           |

### C-2 10 000 méter
A férfi kenu kettesek 10 000 méteres versenyszámát 1936 és 1956 között rendezték meg. Magyarország első érmét 1956-ban szerezte. Magyarországnak aranyérmet nem sikerült nyernie.
| Olimpia         | Arany                                                      | Ezüst                                                  | Bronz                                                   |
| 1936, Berlin    | Csehszlovákia (TCH) · Václav Mottl · Zdeněk Škrland        | Kanada (CAN) · Frank Saker · Harvey Charters           | Ausztria (AUT) · Rupert Weinstabl · Karl Proisl         |
| 1948, London    | Egyesült Államok (USA) · Steven Lysak · Stephen Macknowski | Csehszlovákia (TCH) · Václav Havel · Jiří Pecka        | Franciaország (FRA) · Georges Dransart · Georges Gandil |
| 1952, Helsinki  | Franciaország (FRA) · Georges Turlier · Jean Laudet        | Kanada (CAN) · Kenneth Lane · Donald Hawgood           | Németország (GER) · Egon Drews · Wilfried Soltau        |
| 1956, Melbourne | Szovjetunió (URS) · Pavel Harin · Gracian Botyev           | Franciaország (FRA) · Georges Dransart · Marcel Renaud | Magyarország (HUN) · Farkas Imre · Hunics József        |

Forrás: a férfi kenu kettes 10 000 méter olimpiai érmeseinek listája (angol nyelven). International Olympic Committee (Nemzetközi Olimpiai Bizottság). (Hozzáférés: 2009. július 16.)

#### Éremhalmozók (C-2 10 000 m)
Ebben a versenyszámban egy sportoló tudott egynél több érmet szerezni:
| #  | Sportoló         | Nemzet        | Arany | Ezüst | Bronz | Összes érem |
| -- | ---------------- | ------------- | ----- | ----- | ----- | ----------- |
| 1. | Georges Dransart | Franciaország | 0     | 1     | 1     | 2           |

### K-1 10 000 méter
A férfi kajak egyesek 10 000 méteres versenyszámát 1936 és 1956 között rendezték meg. Magyarország első érmét Hatlaczky Ferenc szerezte 1956-ban. Magyarországnak aranyérmet nem sikerült nyernie.
| Olimpia         | Arany                    | Ezüst                    | Bronz                |
| 1936, Berlin    | Ernst Krebs (GER)        | Fritz Landertinger (AUT) | Ernest Riedel (USA)  |
| 1948, London    | Gert Fredriksson (SWE)   | Kurt Wires (FIN)         | Eivind Skabo (NOR)   |
| 1952, Helsinki  | Thorvald Strömberg (FIN) | Gert Fredriksson (SWE)   | Michel Scheuer (GER) |
| 1956, Melbourne | Gert Fredriksson (SWE)   | Hatlaczky Ferenc (HUN)   | Michel Scheuer (EUA) |

Forrás: a férfi kajak egyes 10 000 méter olimpiai érmeseinek listája (angol nyelven). International Olympic Committee (Nemzetközi Olimpiai Bizottság). (Hozzáférés: 2009. július 16.)

#### Éremhalmozók (K-1 10 000 m)
Az alábbi táblázat tartalmazza azokat a versenyzőket, akik egynél több érmet szereztek ebben a versenyszámban.
Alapvető sorrend: aranyérmek száma (csökkenő); ezüstérmek száma (csökkenő); bronzérmek száma (csökkenő); név.
| #  | Sportoló         | Nemzet                | Arany | Ezüst | Bronz | Összes érem |
| -- | ---------------- | --------------------- | ----- | ----- | ----- | ----------- |
| 1. | Gert Fredriksson | Svédország            | 2     | 1     | 0     | 3           |
| 2. | Michael Scheuer  | Egyesült Német Csapat | 0     | 0     | 2     | 2           |

### K-1 4 × 500 méteres váltó
A férfi kajak egyesek 4 × 500 méteres váltószámát egyedül az 1960-as római olimpián rendezték meg. Magyarország ekkor ezüstérmet szerzett.
| Olimpia    | Arany                                                                                           | Ezüst                                                                                | Bronz                                                                   |
| 1960, Róma | Egyesült Német Csapat (EUA) · Dieter Krause · Günter Perleberg · Paul Lange · Friedhelm Wentzke | Magyarország (HUN) · Szöllősi Imre · Kemecsey Imre · Szente András · Mészáros György | Dánia (DEN) · Erik Hansen · Helmuth Nyborg · Arne Høyer · Erling Jessen |

Forrás: a férfi kajak egyes 4×500 méteres váltó olimpiai érmeseinek listája (angol nyelven). International Olympic Committee (Nemzetközi Olimpiai Bizottság). (Hozzáférés: 2009. július 16.)

### K-2 10 000 méter
A férfi kajak kettesek 10 000 méteres versenyszámát 1936 és 1956 között rendezték meg. Magyarország első érmét 1952-ben szerezte. Az első, és egyetlen aranyérmet pedig 1956-ban.
| Olimpia         | Arany                                                 | Ezüst                                                      | Bronz                                               |
| 1936, Berlin    | Németország (GER) · Paul Wevers · Ludwig Landen       | Ausztria (AUT) · Viktor Kalisch · Karl Steinhuber          | Svédország (SWE) · Tage Fahlborg · Helge Larsson    |
| 1948, London    | Svédország (SWE) · Gunnar Åkerlund · Hans Wetterström | Norvégia (NOR) · Ivar Mathisen · Knut Østby                | Finnország (FIN) · Ture Axelsson · Nils Björklöf    |
| 1952, Helsinki  | Finnország (FIN) · Kurt Wires · Yrjö Hietanen         | Svédország (SWE) · Gunnar Åkerlund · Hans Wetterström      | Magyarország (HUN) · Varga Ferenc · Gurovits József |
| 1956, Melbourne | Magyarország (HUN) · Urányi János · Fábián László     | Egyesült Német Csapat (EUA) · Fritz Briel · Theodor Kleine | Ausztrália (AUS) · Dennis Green · Walter Brown      |

Forrás: a férfi kajak kettes 10 000 méter olimpiai érmeseinek listája (angol nyelven). International Olympic Committee (Nemzetközi Olimpiai Bizottság). (Hozzáférés: 2009. július 17.)

#### Éremhalmozók (K-2 10 000 m)
Az alábbi táblázat tartalmazza azokat a versenyzőket, akik egynél több érmet szereztek ebben a versenyszámban.
Alapvető sorrend: aranyérmek száma (csökkenő); ezüstérmek száma (csökkenő); bronzérmek száma (csökkenő); név.
| #  | Sportoló         | Nemzet     | Arany | Ezüst | Bronz | Összes érem |
| -- | ---------------- | ---------- | ----- | ----- | ----- | ----------- |
| 1. | Gunnar Åkerlund  | Svédország | 1     | 1     | 0     | 2           |
| 2. | Hans Wetterström | Svédország | 1     | 1     | 0     | 2           |

### Összerakható K-1 10 000 méter
A férfi összerakható kajak egyesek 10 000 méteres versenyszámát egyedül az 1936-os berlini olimpián rendezték meg.
| Olimpia      | Arany                  | Ezüst                 | Bronz               |
| 1936, Berlin | Gregor Hradetzky (AUT) | Henri Eberhardt (FRA) | Xaver Hörmann (GER) |

Forrás: a férfi összerakható kajak egyes 10 000 méter olimpiai érmeseinek listája (angol nyelven). International Olympic Committee (Nemzetközi Olimpiai Bizottság). (Hozzáférés: 2009. július 16.)

### Összerakható K-2 10 000 méter
A férfi összerakható kajak kettesek 10 000 méteres versenyszámát egyedül az 1936-os berlini olimpián rendezték meg.
| Olimpia      | Arany                                              | Ezüst                                          | Bronz                                                 |
| 1936, Berlin | Svédország (SWE) · Sven Johansson · Erik Bladström | Németország (GER) · Willi Horn · Erich Hanisch | Hollandia (NED) · Pieter Wijdekop · Cornelis Wijdekop |

Forrás: a férfi összerakható kajak kettes 10 000 méter olimpiai érmeseinek listája (angol nyelven). International Olympic Committee (Nemzetközi Olimpiai Bizottság). (Hozzáférés: 2009. július 16.)

## Összesített éremtáblázat
Alapvető sorrend: aranyérmek száma (csökkenő); ezüstérmek száma (csökkenő); bronzérmek száma (csökkenő); nemzetnév.
| A nyári olimpiai játékok összesített éremtáblázata kajak-kenuban | A nyári olimpiai játékok összesített éremtáblázata kajak-kenuban | A nyári olimpiai játékok összesített éremtáblázata kajak-kenuban | A nyári olimpiai játékok összesített éremtáblázata kajak-kenuban | A nyári olimpiai játékok összesített éremtáblázata kajak-kenuban | Olimpia  |
| ---------------------------------------------------------------- | ---------------------------------------------------------------- | ---------------------------------------------------------------- | ---------------------------------------------------------------- | ---------------------------------------------------------------- | -------- |
|                                                                  | Ország                                                           | Arany                                                            | Ezüst                                                            | Bronz                                                            | Összesen |
| 1.                                                               | Szovjetunió (URS)                                                | 21                                                               | 11                                                               | 6                                                                | 38       |
| 2.                                                               | Németország (GER)                                                | 19                                                               | 12                                                               | 18                                                               | 49       |
| 3.                                                               | Magyarország (HUN)                                               | 15                                                               | 20                                                               | 20                                                               | 55       |
| 4.                                                               | Svédország (SWE)                                                 | 12                                                               | 9                                                                | 2                                                                | 23       |
| 5.                                                               | Románia (ROU)                                                    | 9                                                                | 9                                                                | 10                                                               | 28       |
| 6.                                                               | NDK (GDR)                                                        | 8                                                                | 5                                                                | 8                                                                | 21       |
| 7.                                                               | Csehszlovákia (TCH)                                              | 7                                                                | 4                                                                | 1                                                                | 12       |
| 8.                                                               | Franciaország (FRA)                                              | 6                                                                | 7                                                                | 15                                                               | 28       |
| 9.                                                               | Norvégia (NOR)                                                   | 6                                                                | 4                                                                | 4                                                                | 14       |
| 10.                                                              | Szlovákia (SVK)                                                  | 5                                                                | 4                                                                | 4                                                                | 13       |
| 11.                                                              | Olaszország (ITA)                                                | 5                                                                | 4                                                                | 3                                                                | 12       |
| 12.                                                              | Egyesült Államok (USA)                                           | 5                                                                | 2                                                                | 4                                                                | 11       |
| 13.                                                              | Új-Zéland (NZL)                                                  | 5                                                                | 2                                                                | 1                                                                | 8        |
| 14.                                                              | Kanada (CAN)                                                     | 4                                                                | 7                                                                | 8                                                                | 19       |
| 15.                                                              | Finnország (FIN)                                                 | 4                                                                | 2                                                                | 3                                                                | 9        |
| 16.                                                              | Ausztrália (AUS)                                                 | 3                                                                | 5                                                                | 8                                                                | 16       |
| 17.                                                              | Nagy-Britannia (GBR)                                             | 3                                                                | 5                                                                | 4                                                                | 12       |
| 18.                                                              | Ausztria (AUT)                                                   | 3                                                                | 4                                                                | 4                                                                | 11       |
| 19.                                                              | Bulgária (BUL)                                                   | 3                                                                | 3                                                                | 7                                                                | 13       |
| 20.                                                              | Egyesült Német Csapat (EUA)                                      | 3                                                                | 2                                                                | 2                                                                | 7        |
| 21.                                                              | Spanyolország (ESP)                                              | 2                                                                | 7                                                                | 2                                                                | 11       |
| 22.                                                              | Dánia (DEN)                                                      | 2                                                                | 5                                                                | 4                                                                | 11       |
| 23.                                                              | Csehország (CZE)                                                 | 2                                                                | 4                                                                | 3                                                                | 9        |
| 24.                                                              | Oroszország (RUS)                                                | 2                                                                | 3                                                                | 6                                                                | 11       |
| 25.                                                              | Fehéroroszország (BLR)                                           | 2                                                                | 2                                                                | 2                                                                | 6        |
| 26.                                                              | Jugoszlávia (YUG)                                                | 2                                                                | 2                                                                | 1                                                                | 5        |
| 27.                                                              | Kína (CHN)                                                       | 2                                                                | 0                                                                | 0                                                                | 2        |
| 28.                                                              | NSZK (FRG)                                                       | 1                                                                | 3                                                                | 1                                                                | 5        |
| 29.                                                              | Egyesített Csapat (EUN)                                          | 1                                                                | 1                                                                | 0                                                                | 2        |
| 30.                                                              | Ukrajna (UKR)                                                    | 1                                                                | 0                                                                | 1                                                                | 2        |
| 31.                                                              | Lengyelország (POL)                                              | 0                                                                | 5                                                                | 6                                                                | 11       |
| 32.                                                              | Kuba (CUB)                                                       | 0                                                                | 3                                                                | 0                                                                | 3        |
| 33.                                                              | Lettország (LAT)                                                 | 0                                                                | 2                                                                | 0                                                                | 2        |
| 34.                                                              | Hollandia (NED)                                                  | 0                                                                | 1                                                                | 3                                                                | 4        |
| 35.                                                              | Moldova (MDA)                                                    | 0                                                                | 1                                                                | 0                                                                | 1        |
| 36.                                                              | Szlovénia (SLO)                                                  | 0                                                                | 1                                                                | 0                                                                | 1        |
| 37.                                                              | Litvánia (LTU)                                                   | 0                                                                | 1                                                                | 0                                                                | 1        |
| 38.                                                              | Portugália (POR)                                                 | 0                                                                | 1                                                                | 0                                                                | 1        |
| 39.                                                              | Izrael (ISR)                                                     | 0                                                                | 0                                                                | 1                                                                | 1        |
| 40.                                                              | Togo (TOG)                                                       | 0                                                                | 0                                                                | 1                                                                | 1        |
| Összesen                                                         | Összesen                                                         | 163                                                              | 163                                                              | 163                                                              | 489      |

## A kajak-kenu 10 legeredményesebb sportolója
Az alábbi táblázat tartalmazza az olimpiai kajak-kenu tíz legeredményesebb férfi versenyzőjét. A szlalom versenyszám legeredményesebb sportolóinak (Pavol és Peter Hochschorner) még nem sikerült annyi érmet szerezniük, hogy felkerülhessenek erre listára.
Alapvető sorrend: aranyérmek száma (csökkenő); ezüstérmek száma (csökkenő); bronzérmek száma (csökkenő); név.
| #   | Sportoló         | Nemzet      | Szakág          | Arany | Ezüst | Bronz | Összes érem |
| --- | ---------------- | ----------- | --------------- | ----- | ----- | ----- | ----------- |
| 1.  | Gert Fredriksson | Svédország  | Síkvízi (kajak) | 6     | 1     | 1     | 8           |
| 2.  | Ivan Patzaichin  | Románia     | Síkvízi (kenu)  | 4     | 3     | 0     | 7           |
| 3.  | Ian Ferguson     | Új-Zéland   | Síkvízi (kajak) | 4     | 1     | 0     | 5           |
| 4.  | Knut Holmann     | Norvégia    | Síkvízi (kajak) | 3     | 2     | 1     | 6           |
| 5.  | Kay Bluhm        | Németország | Síkvízi (kajak) | 3     | 1     | 1     | 5           |
| 6.  | Andreas Dittmer  | Németország | Síkvízi (kenu)  | 3     | 1     | 1     | 5           |
| 7.  | Paul MacDonald   | Új-Zéland   | Síkvízi (kajak) | 3     | 1     | 1     | 5           |
| 8.  | Antonio Rossi    | Olaszország | Síkvízi (kajak) | 3     | 1     | 1     | 5           |
| 9.  | Torsten Gutsche  | Németország | Síkvízi (kajak) | 3     | 1     | 0     | 4           |
| 10. | Rüdiger Helm     | NDK         | Síkvízi (kajak) | 3     | 0     | 3     | 6           |